# الكسندر بير
الكسندر بير (بالألمانية: Alexander Beer)‏ هو مهندس معماري ألماني، ولد في 10 سبتمبر 1873 في Czarne ‏ في بولندا، وتوفي في 8 مايو 1944 في معسكر تريزنشتات في التشيك.